# Otto Engelhardt

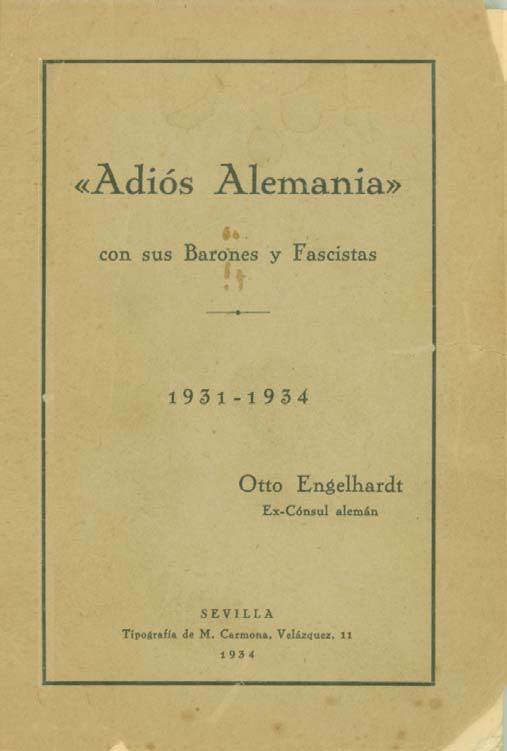
Portada de Adiós, Alemania, con sus barones y fascistas (1931-1934).

Otto Engelhardt (Brunswick, Alemania, 7 de agosto de 1866-Sevilla, 14 de septiembre de 1936) fue un ingeniero y diplomático hispano-alemán, ejecutado víctima de la represión de los sublevados en la guerra civil española.

## Biografía
Trabajó como ingeniero en AEG en Berlín y, tras la visita a la empresa alemana de los promotores  de la Compañía Sevillana de Electricidad en 1894, fue nombrado director de la misma, trasladándose a la ciudad española, localidad que ya no abandonaría. También dirigió la Compañía de Tranvías de Sevilla y fue el creador de la empresa farmacéutica Sanavida ubicada en San Juan de Aznalfarache. Fue un destacado prohombre de Sevilla, varias veces homenajeado por sus contribuciones para la mejora de las infraestructuras sevillanas, así como todos los proyectos de modernización de la ciudad. Fue nombrado cónsul honorífico en Sevilla en 1903, cargo que desempeñó hasta 1919 y por sus actuaciones en pro de su patria, condecorado en numerosas ocasiones. Entre sus actividades, recaudó  fondos para atender a los heridos durante la guerra del Rif, lo que le valió que el rey Alfonso XIII le condecorase con la Orden de Isabel la Católica.
Asimismo,  fue el  responsable de impedir un intento de sabotaje  por parte de un oficial de la Armada alemana durante la Primera Guerra Mundial que se iba a cometer en el puerto de Sevilla, contra barcos españoles que transportaban contrabando, que de haber tenido éxito hubiera comprometido la neutralidad española. En sus propias palabras decía que un cónsul no debía mezclarse en empresas militares; él debía ocuparse solo de cosas pacíficas al servicio de la Nación. Fue vicepresidente de una iniciativa pacifista llamada Pro Sevilla, Ciudad de la Contraguerra  cuyo principal objetivo eran evitar una nueva guerra.
Con el ascenso de Adolf Hitler al poder en Alemania, Engelhardt devolvió todas las condecoraciones que había recibido de su país, renunciando a la nacionalidad alemana. Al mismo tiempo el gobierno español le concedió la nacionalidad española. En el diario El Liberal de Sevilla, así como en publicaciones alemanas (mientras la censura se lo permitió), fue extremadamente crítico con los nazis. Así, a partir de 1933 ayudó a los alemanes que trataban de huir de su país perseguidos por el régimen totalitario. No faltó entonces que fuera vigilado estrechamente por el consulado alemán y la embajada alemana en Madrid, desde donde salieron informes de sus actividades. Las autoridades alemanas presionaron al diario El Liberal para que no publicase sus artículos. Se declaró siempre pacifista y republicano, y no dejó de apoyar a los huidos del régimen nazi.
Con el golpe de Estado que dio lugar a la guerra civil, Otto Engelhardt fue detenido por las tropas del general Queipo de Llano, siendo ejecutado por aplicación del Bando de guerra el 14 de septiembre de 1936.
La casa donde residió durante muchos años, situada en la localidad de San Juan de Aznalfarache y conocida con el nombre de Finca Chaboya, todavía sigue en pie. Se trata de un edificio protegido y catalogado urbanísticamente en un nivel de protección total y en el que solo es posible realizar obras de consolidación y embellecimiento. A pesar de esto, actualmente se encuentra en un estado de abandono y deterioro lamentable. El principal interés de la familia Engelhardt es la recuperación y rehabilitación de este edificio tan singular.